# Myrmechis tsukusiana
Myrmechis tsukusiana är en orkidéart som beskrevs av Genkei Masamune. Myrmechis tsukusiana ingår i släktet Myrmechis och familjen orkidéer. Inga underarter finns listade i Catalogue of Life.